# David Douglas Duncan

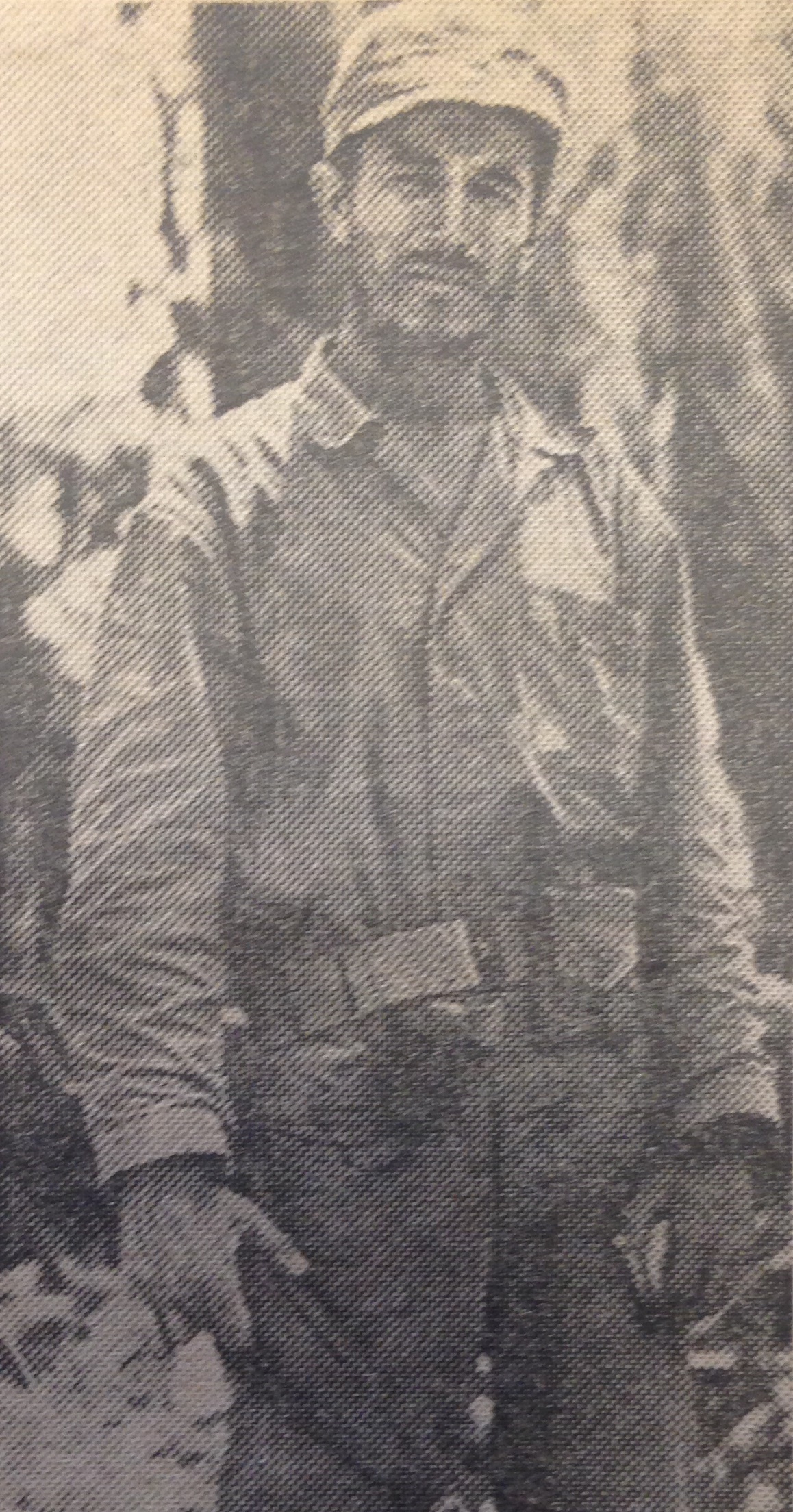
David Douglas Duncan im Zweiten Weltkrieg

David Douglas Duncan (* 23. Januar 1916 in Kansas City, Missouri; † 7. Juni 2018 in Grasse, Frankreich) war ein US-amerikanischer Fotojournalist und Kriegsjournalist. Duncan wurde hauptsächlich durch seine dramatischen, teilweise kritischen Kriegsfotografien bekannt, sowie durch seine Fotoessays über Pablo Picasso, die er in mehreren Bildbänden veröffentlichte.

## Leben und Wirken
David Douglas Duncan wuchs in Kansas City auf. Seine Kindheit war von seinem Interesse an der Natur geprägt, was ihm früh den Eagle Scout, die höchste Auszeichnung der Boy Scouts of America einbrachte. Duncan studierte kurzzeitig Archäologie an der University of Arizona in Tucson. 1938 graduierte er an der University of Miami, wo er Zoologie und Spanisch studierte. In Miami erwachte sein Interesse am Fotojournalismus. Für die Universitätszeitung arbeitete er als Bildredakteur und Fotograf.
Duncans Karriere als Pressefotograf begann bereits während seiner Studienzeit 1934 mit einer Fotoreportage über einen Hotelbrand in Tucson, Arizona, bei dem er inmitten der flüchtenden Hotelgäste zufällig den gesuchten Bankräuber und „Staatsfeind Nr. 1“, John Dillinger, ablichtete, als dieser versuchte, wieder in das brennende Hotel zu gelangen, um einen Koffer zu retten. Der Koffer enthielt die Beute eines Banküberfalls, bei dem ein Polizist erschossen worden war.
Nach dem Studium wurde Duncan Offizier im United States Marine Corps, wo er als Kriegsfotograf eingesetzt wurde. Nach kurzen Stationierungen in Kalifornien und Hawaii wurde er mit Eintritt der USA in den Zweiten Weltkrieg in den Südpazifik entsandt. Obwohl er im Krieg zumeist nur als Berichterstatter am Kampfgeschehen beteiligt war, wurde Duncan auf der Insel Bougainville selbst in ein Gefecht mit den Japanern verwickelt. An Bord der Missouri erlebte Duncan schließlich die Kapitulation Japans.
Duncans Kriegsfotografien waren so beeindruckend, dass er nach dem Krieg vom Life Magazine auf Drängen J. R. Eyermans, des damaligen Fotochefs des Magazins, engagiert wurde. Für Life reiste Duncan unter anderem in die Türkei, nach Ost-Europa, Afrika und in den Mittleren Osten. In Indien dokumentierte er 1947/48 das Ende der britischen Kolonialherrschaft.
Die bekanntesten Aufnahmen von David Douglas Duncan entstanden im Koreakrieg. Duncan arbeitete während dieser Zeit in Tokio. Dort lernte er durch den jungen japanischen Fotografen Jun Miki Nikons Nikkor-Objektive kennen. Von Juli 1950 bis Januar 1951 dokumentierte er als Fotojournalist mit Nikkor-Objektiven für das Schraubgewinde M39 den Koreakrieg. Hervorragende Ergebnisse verstärkten das Interesse an Produkten von „Nippon Kōgaku“. „DDD“ erwarb die Schraub-Nikkore 1,5/50, 2/85 und 3,5/135 für seine Leica. Besonders das 85er-Objektiv überzeugte in seiner Abbildungsqualität. Duncan wurde mit den in seinem ersten Buch This Is War! A Photo Narrative of the Korean War. (1951) veröffentlichten und mit Nikkor-Objektiven aufgenommenen Bildern weltberühmt. Darin porträtierte er auch die Hinterbliebenen der Kriegsopfer. Duncan erhielt 1965 vom Hersteller, in Anerkennung der durch seine Verwendung von Nikon-Produkten erfolgten Popularisierung der Marke, die zweihunderttausendste Nikon F überreicht.
Mit dem Vietnamkrieg folgten die kritischen Fotobände I Protest! (1968) und War Without Heroes (1970), in denen Duncan von seiner Rolle als neutraler Korrespondent abwich und die Vorgehensweise der US-Regierung hinterfragte.
Neben der Kriegsfotografie wurde Duncan auch mit Fotografien von Pablo Picasso bekannt, den er durch Robert Capa kennengelernt hatte. Von Picasso und dessen Dachshund Lump, der sich ursprünglich im Besitz Duncans befand, entstanden im Laufe der Zeit sieben Bildbände.
Mit Yankee Nomad legte Duncan 1966 eine fotografische Autobiografie vor, die einen Querschnitt seiner bekanntesten Arbeiten präsentiert. Eine aktualisierte Fassung erschien 2003 unter dem Titel Photo Nomad.
Im Februar 2014 wurde bekannt, dass er dem Kunstmuseum Pablo Picasso Münster 160 Fotografien Picassos aus der Zeit, in der der Künstler in der „Villa Californie“ in Südfrankreich lebte, vermacht.
Duncan lebte in Castellaras, Südfrankreich, nahe Mougins, wo Picasso seine letzten Jahre verbracht hatte. Er starb im Juni 2018 im Alter von 102 Jahren.

## Veröffentlichungen
- Der Kreml. Seine Schätze und seine Geschichte. Econ, 1980, ISBN 3-430-12259-7.
- The World of Allah. Houghton Mifflin, New York City 1983, ISBN 0-395325048.
- New York, New York. Meisterfotos des fliegenden Händlers George Forss; mit George Forss, List, 1984, ISBN 3-471-77326-6.
- Sunflowers for Van Gogh. Rizzoli International Publications, New York 1986, ISBN 0-8478-0764-9.
- This Is War! A Photo Narrative of the Korean War. Little, Brown & Company, 1990, ISBN 0-316-19565-0.
- Photo Nomad. Benteli, 2003, ISBN 3-7165-1323-7.
- Yo-Yo. Entführt in der Provence. Benteli, 2010, ISBN 978-3-7165-1606-5.
- My 20th Century. Arcade Publishing, New York 2014, ISBN 978-1-62872-561-2.

### Über Pablo Picasso
- The Private World of Pablo Picasso. Harper & Brothers, New York City, USA, 1958.
  - deutsch: übersetzt von Inga Hamilton: Die private Welt von Pablo Picasso. Burda Druck und Verlag GmbH, Offenburg in Baden, (1958).
- Adieu Picasso. Molden, Wien, München 1982, ISBN 3-217-00676-3.
- Viva Picasso. Zu seinem 100. Geburtstag. Molden, Wien, München 1984, ISBN 3-217-01203-8.
- Picasso und Jacqueline. Hatje Cantz Verlag, 1988, ISBN 3-7757-0259-8.
- Picasso & Lump. A Dachshund’s Odyssey. Benteli Verlag, Bern 2006, ISBN 3-7165-1435-7.

## Preise und Würdigungen
- 1965: Nippon Kogaku K. K.: zweihunderttausendste Nikon F für David Douglas Duncan als Anerkennung und Würdigung der durch ihn erfolgten Popularisierung und seiner Verwendung von Nikon-Produkten
- 1967: Overseas Press Club: Robert Capa Gold Medal
- 2015: Ehrenbürgerschaft der italienischen Stadt Camaiore[8]